# Marvin Harada

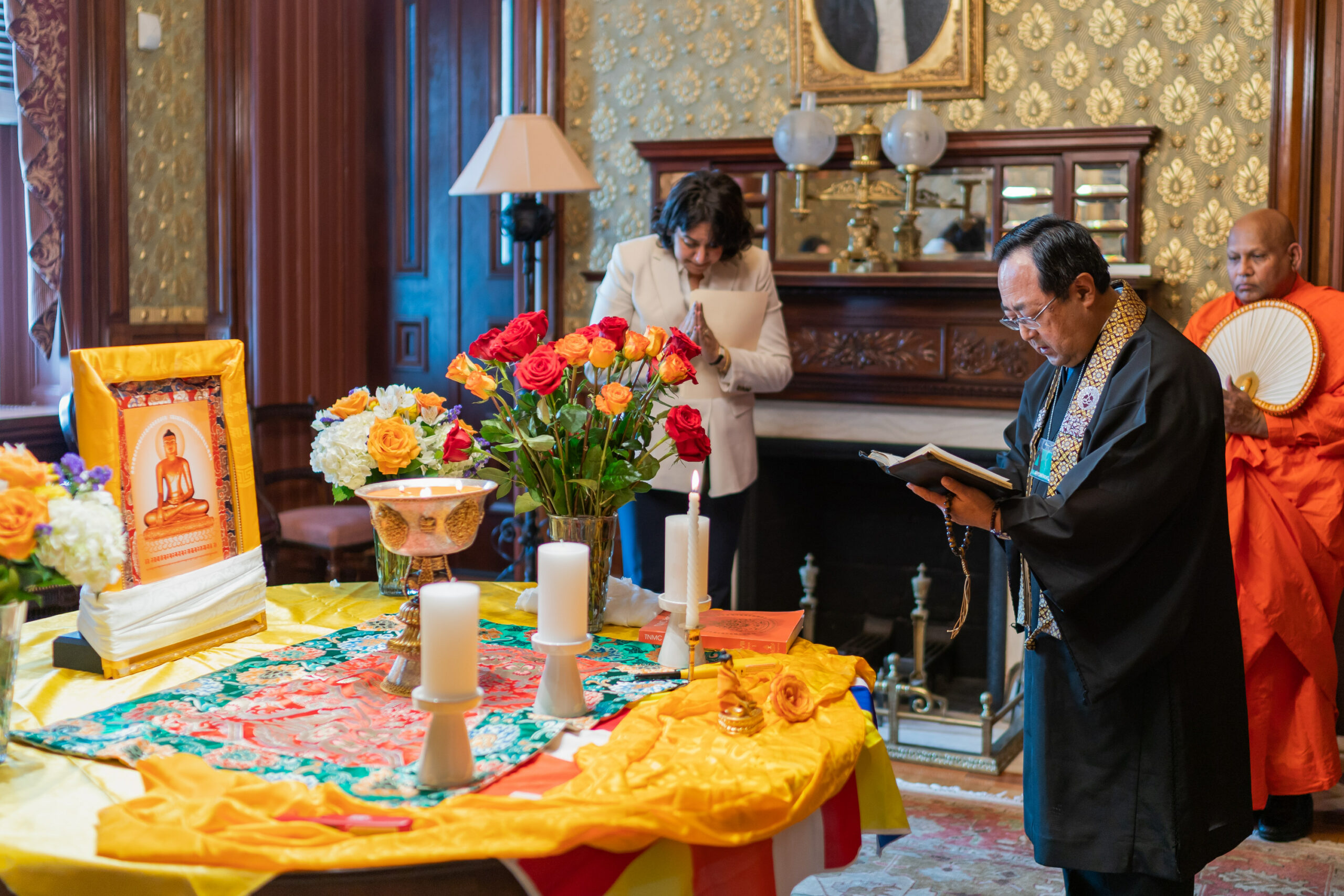
Reverend Harada reciterar en text vid Vita husets firande av Vesak i maj 2021

Marvin Harada, född 12 september 1953, är en jōdoshinshū-buddhistisk präst som sedan 1 april 2020 är Buddhist Churches of Americas biskop. Som biskop för BCA är han även föreståndare för Honganji-has Nordamerikanska distrikt.
Den 25 maj 2021 agerade han som representant för mahayanabuddhismen vid ett Vesak-firande arrangerat av Vita huset.

## Biografi
Harada föddes i Ontario i Oregon. Hans mor- eller farföräldrar, bönder från Hiroshima prefektur och Yamaguchi prefektur, flyttade från Japan till USA under tidigt 1900-tal.
Han tog kandidatexamen i religionsvetenskap vid University of Oregon, och senare en masterexamen i buddhologi vid Institute of Buddhist Studies. Han flyttade därefter till Japan för att studera vid Ryukoku universitet och Honganji-ha seminariet Chuo Bukkyo Gakuin. Han tog en masterexamen i jodoshinshu-buddhologi (Shin Buddhist Studies) vid Ryukoku universitet.
1986 tillträdde han som präst vid Orange County Buddhist Church, beläget i staden Anaheim. Han blev sedermera huvudpräst där, meddirektör vid BCA Continuing Buddhist Education samt "supervising minister" vid Sacramento Betsuin och Vista Buddhist Church.